# Hydropsyche fasciolata
Hydropsyche fasciolata är en nattsländeart som beskrevs av Navás 1926. Hydropsyche fasciolata ingår i släktet Hydropsyche och familjen ryssjenattsländor. Inga underarter finns listade i Catalogue of Life.